# Voice (album de Hiromi)
Pour les articles homonymes, voir Voice.
Albums de Hiromi
Place To Be
(2010) Move
(2012)
Voice est un album de la pianiste japonaise de jazz Hiromi et de son groupe The Trio Project qui comprend aussi Anthony Jackson et Simon Phillips, sorti en 2011.

## Présentation de l'album
C'est le premier album du trio The Trio Project. Hiromi a déjà enregistré des titres avec Anthony Jackson, pour les albums Another Mind en 2003 et Brain en 2004. C'est la première collaboration de Hiromi avec le batteur Simon Phillips qui a joué notamment avec Toto, The Who, David Gilmour et Jack Bruce. La participation de Simon Phillips fait suite à une recommandation de Stanley Clarke qui avait joué avec Hiromi en 2009 et 2010.
À propos du titre de cet album, Hiromi a dit « I called this album Voice because I believe that people’s real voices are expressed in their emotions. It’s not something that you really say. It’s more something that you have in your heart. Maybe it’s something you haven’t said yet. Maybe you’re never going to say it. But it’s your true voice. Instrumental music is very similar. We don’t have any words or any lyrics to go with it. It’s the true voice that we don’t really put into words, but we feel it when it’s real » (« J'ai intitulé cet album Voice parce que je pense que la vraie voix des personnes s'exprime par leurs émotions. Ce n'est pas quelque chose que vous dites réellement. C'est plus quelque chose que vous avez dans votre cœur. Peut être s'agit-il de quelque chose que vous n'avez pas encore dit. Peut être que vous n'allez jamais le dire. Mais c'est votre vraie voix. La musique instrumentale est très similaire. Nous n'avons pas de mots ou de textes pour aller avec. C'est la vraie voix que l'on n'exprime pas réellement par des mots, mais on peut ressentir quand c'est vrai »).
Hiromi avait déjà enregistré Labyrinth avec l'album éponyme du Stanley Clarke Band.

## Liste des titres
1. Voice – 9:12
2. Flashback – 8:39
3. Now or Never – 6:16
4. Temptation – 7:51
5. Labyrinth – 7:42
6. Desire - 7:16
7. Haze – 5:52
8. Delusion – 7:44
9. Piano Sonata N°8, Pathetique (Ludwig van Beethoven) – 5:10

Tous les titres sont écrits et composés par Hiromi à l'exception de la sonate pour piano N°8 de Ludwig van Beethoven.

## Musiciens
- Hiromi Uehara - Piano, claviers
- Anthony Jackson - Basse
- Simon Phillips - Batterie